# 에히메 만다린 파이리츠
에히메 만다린 파이리츠(일본어: 愛媛マンダリンパイレーツ)는 일본 프로야구 독립리그인 시코쿠 규슈 아일랜드 리그의 팀으로 2005년 창단되었으며 홈구장은 보츠한 스타디움이다.